# Liste der Monuments historiques in Lachapelle-en-Blaisy
Die Liste der Monuments historiques in Lachapelle-en-Blaisy führt die Monuments historiques in der französischen Gemeinde Lachapelle-en-Blaisy auf.

## Liste der Immobilien
| Bezeichnung      | Beschreibung | Standort                | Kennzeichnung | Schutzstatus | Datum | Bild           |
| ---------------- | ------------ | ----------------------- | ------------- | ------------ | ----- | -------------- |
| Kirche St-Michel | 1780 erbaut  | Rue de la Blaise (Lage) | PA00079083    | Inscrit      | 1929  | weitere Bilder |